# جاکز (ایلینوی)
جاکز (به انگلیسی: Jaques) یک منطقهٔ مسکونی در ایالات متحده آمریکا است که در شهرستان براون، ایلینوی واقع شده‌است. جاکز ۱۵۶٫۰۶ متر بالاتر از سطح دریا واقع شده‌است.